# Вульфсон, Георгий Максимилианович
Георгий Максимилианович Вульфсон (23 октября 1905 — 18 июля 1986) — советский архитектор.

## Биография

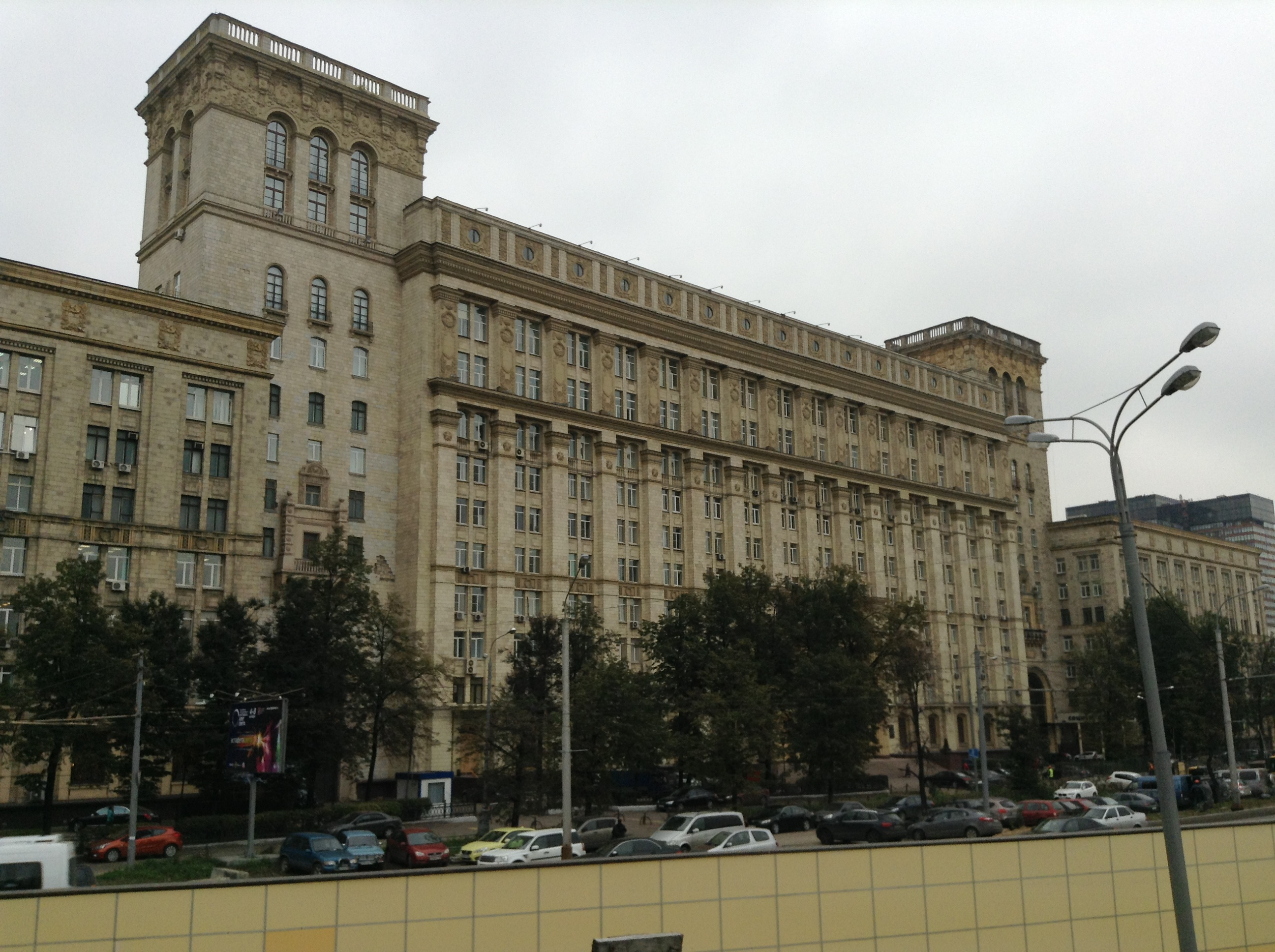
Здание НПО «Алмаз»

Георгий Вульфсон родился 23 октября 1905 года. Начал обучаться живописи и рисунку у художника-декоратора 2-й студии МХАТ Б. А. Матрунина.
С 1923 по 1929 год учился в московском Вхутемасе-Вхутеине. Там он обучался архитектуре у В. Ф. Кринского, И. А. Голосова и А. В. Щусева. Одновременно работал в мастерской живописи у И. И. Машкова и Д. П. Штеренберга. Будучи студентом, начал работать архитектором в Мосстрое. Принимал участие в проектировании и строительстве жилых домов на Колодезной улице и Стромынке.
После окончания института был призван в армию, где на протяжении десяти лет служил главным архитектором и начальником строительного отдела. В 1934 году вступил в Союз архитекторов СССР. После начала Великой Отечественной войны — на строительстве оборонительных укреплений.
С 1943 года Георгий Вульфсон стал работать в мастерской Моссовета. Занимался восстановлением Московского университета и других зданий, пострадавших от бомбардировок. Занимался реконструкцией здания Моссовета. Принимал участие в строительстве высотного здания на Котельнической набережной. Во второй половине 1940-х годов — автор по застройке жилых кварталов на Хорошёвском шоссе и в Измайлове.
Работал в 1-й мастерской Моспроекта с момента её организации. Совместно с архитектором В. С. Андреевым, инженерами Л. М. Гохманом и Л. А. Муромцевым спроектировал и построил здание НПО «Алмаз» на развилке Ленинградского и Волоколамского шоссе. Совместно с архитектором Л. С. Шерстнёвой и инженером С. Корецкой выполнил проект 10-этажного жилого дома для работников МАИ (Волоколамское шоссе, 8).
Георгий Вульфсон был автором проекта 300-квартирного жилого дома (проспект Мира, 81). Совместно с архитекторами Л. С. Шерстнёвой, Е. И. Гольдиной и А. И. Коневой спроектировал и построил гостиничный городок ВДНХ во Владыкине. По его проекту (в соавторстве с архитектором В. С. Андреевым и инженером Л. М. Гохманом было выстроено здание междугородной телефонной станции. По проекту Г. М. Вульфсона в соавторстве с В. С. Андреевым был сооружён Зимний сад Большого Кремлёвского дворца Московского Кремля. В 1973—1974-х годах совместно с архитектором В. П. Данилушкиным и скульптором П. И. Бондаренко занимался реконструкцией Некрополя у Кремлёвской стены, мавзолея Ленина, трибун Красной площади.
По проектам Г. М. Вульфсона осуществлялось строительство 1, 2 и 3-го жилых кварталов по проспекту Мира. Он являлся главным архитектором жилого района Медведково. В числе других его работ соцбыткорбус на Беговой улице, телефонная станция на Котельнической набережной.
Изучил французский язык, чтобы читать французские архитектурные издания в оригинале. Занимался живописью и рисунком, постоянно участвовал в художественных выставках Союза архитекторов и Моспроекта. Был председателем секции Союза архитекторов 1-й мастерской Моспроекта.
Жил в Москве по адресу: Хорошёвское шоссе, дом 5. Умер 18 июля 1986 года.

## Награды
- Орден Трудового Красного Знамени (1975)[7]
- Медаль «За доблестный труд в Великой Отечественной войне 1941—1945 гг.»[4]